# Les Bidochon n'arrêtent pas le progrès
Les Bidochon n’arrêtent pas le progrès est le vingtième album de la série Les Bidochon créée par Christian Binet, paru en 2010.

## Synopsis
Robert et Raymonde comptent bien entrer dans le nouveau siècle par la grande porte en profitant des nombreux bienfaits du monde moderne: le ramolibeur, le feu de bois réversible qui permet d'envoyer de l'air frais en hiver, les pantoufles à chauffer au micro-ondes ou la pince qui permet de retirer les tartines grillées sans se lever.

## Commentaires
- Après le téléphone mobile et Internet, Robert et Raymonde continuent leur exploration moderne.
- À noter que plusieurs des achats de Robert existent réellement dans le commerce.

## Couverture
Robert, Raymonde et leurs amis René et Gisèle sont assis à table autour d'une pierrade qui fume et présentent leur verre pour une photo.